# Luperina imbellis
Luperina imbellis är en fjärilsart som beskrevs av Otto Staudinger 1888. Luperina imbellis ingår i släktet Luperina och familjen nattflyn. Inga underarter finns listade i Catalogue of Life.